# Vlag van Johor

Vlag van Johor

De vlag van Johor bestaat uit een marineblauw veld met een helderrood veld op het kanton linksboven, met daarin een witte halve maan en vijfpuntige ster.
De vlag van de staat Johor heeft een kantonpatroon, een overwegend marineblauw ontwerp met een helderrood veld op het linkerbovenkanton (kwart), dat een witte maan en een witte vijfpuntige ster bevat. Het veld, dat iets minder dan de helft van de lengte van de vlag beslaat, beslaat onconventioneel ongeveer drie vijfde van de hijslijn van de vlag. Bovendien staat de sikkel niet rechtop, maar helt hij naar rechts over naar het onderste uiteinde van de vlag en wikkelt hij zich lichtjes rond de ster, die in de rechterbenedenhoek van het veld staat.
De vlag probeert in het algemeen Johor als geheel te symboliseren. Het marineblauw, dat ruwweg driekwart van de vlag beslaat, vertegenwoordigt het universum, of de deelstaatregering. Het rood vertegenwoordigt de krijgers die de staat verdedigen, terwijl de witte sikkel en witte ster respectievelijk de islam en de soevereine heerser van Johor aanduiden.
De vlag is in 1871 officieel aangenomen.

## Geschiedenis
Het is bekend dat de vlag van Johorea al dateert uit de jaren 1850, toen het sultanaat tussen 1855 en 1865 een vlag voerde die bestond uit een eenvoudige zwarte vlag met een wit kanton in de vorm van een vierkant. Het ontwerp werd ook overgenomen door Trumong, in het huidige Indonesië.

Tot 1855
1855 - 1865
1865 - 1871